# Daniel Wayenberg

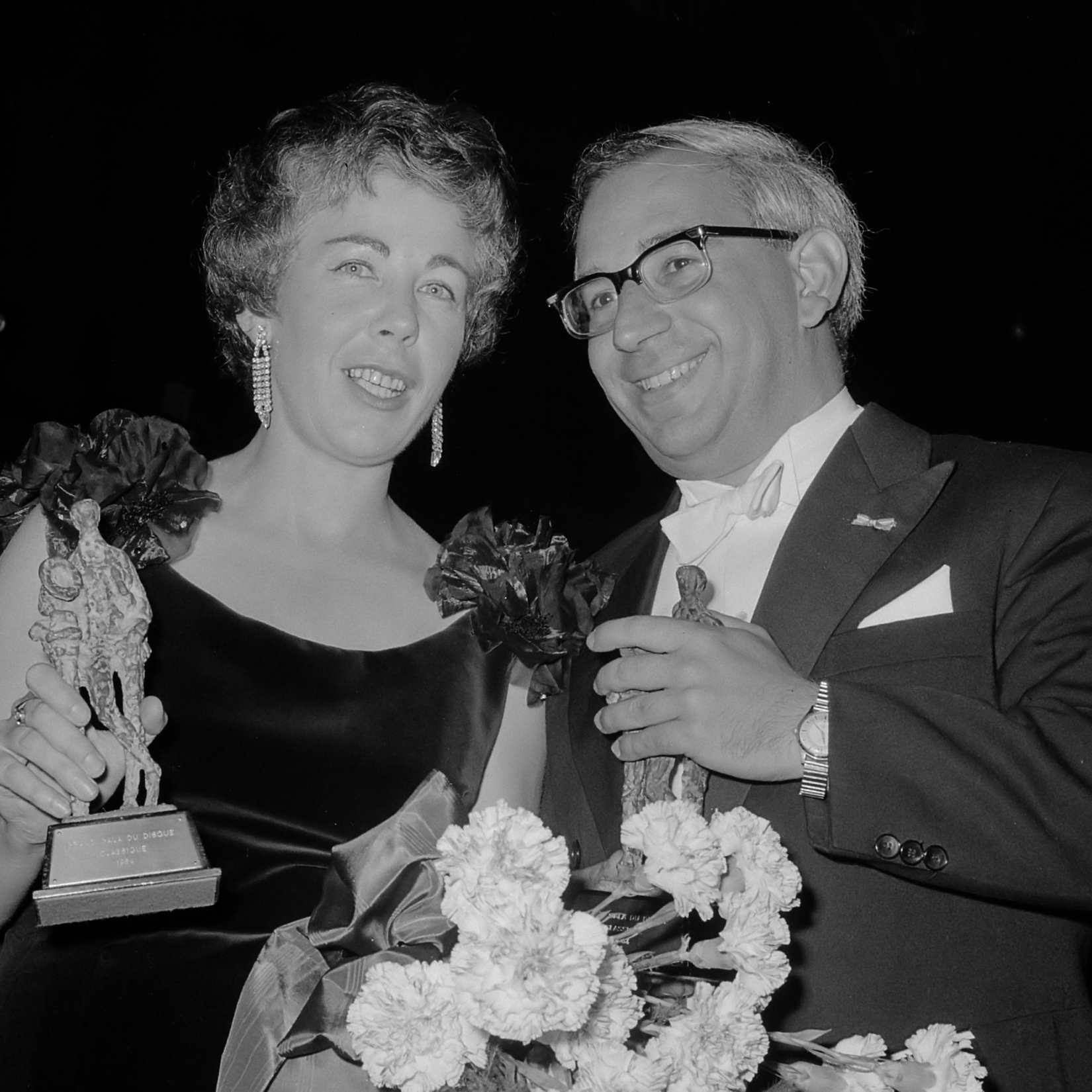
Marijke Smit Sibinga und Daniel Wayenberg (1964)

Daniel Ernest Joseph Carel Wayenberg (* 11. Oktober 1929 in Paris; † 17. September 2019 ebenda) war ein niederländischer Pianist und Komponist.

## Leben
Der in Paris geborene und in den Niederlanden aufgewachsene Sohn der russischen Geigerin Margarete Berson und eines niederländischen Journalisten hatte den ersten Unterricht bei seiner Mutter. Er studierte dann in Den Haag bei Ary Verhaar und am Conservatoire de Paris bei Marguerite Long. Als jüngster Teilnehmer am Concours International Marguerite Long-Jacques Thibaud erhielt er 1949 den Großen Preis der Stadt Paris.
1953 debütierte er in der Carnegie Hall in New York mit den New Yorker Philharmonikern unter Leitung von Dimitri Mitropoulos. Er unternahm dann Konzertreisen durch die USA, Kanada, Indonesien und verschiedene europäische Staaten und trat bei internationalen Festivals auf. Mehrfach erhielt er den Grand Prix du Disque, u. a. 1956 für die Aufnahme von Werken Johannes Brahms’, Maurice Ravels, George Gershwins und Sergei Rachmaninows.
Wayenberg trat als Klaviersolist unter Dirigenten wie Eugen Jochum, Karl Böhm, Jean Martinon, Rafael Kubelík, George Szell, Sir John Barbirolli, Georges Prêtre und Bernard Haitink auf. Daneben trat er auch als Jazzpianist in Erscheinung und veröffentlichte Alben u. a. mit Louis van Dijk. 1962 zeichneten ihn die Niederlande mit dem Orde van Oranje Nassau aus. In Frankreich wurde er 1967 als Chevalier des Arts et des Lettres ausgezeichnet. Ab 1985 war er Dozent für Klavier am Konservatorium Rotterdam.
Neben kammermusikalischen Werken komponierte Wayenberg u. a. eine Sinfonie und ein Konzert für drei Klaviere.

## Werke
- Solstice, Ballett, 1955
- Concerto für fünf Blasinstrumente und Klavier, 1958
- Sonate für Violine und Klavier, 1966
- Capella, Sinfonie, 1973
- Concerto für drei Klaviere und Orchester, 1974

## Weblink
- Daniel Wayenberg bei Discogs